# Здравка Евтимова
Здравка Евтимова е българска писателка и преводачка на англоезична фантастика и сериозна белетристика.

## Биография
Здравка Евтимова е родена на 24 юли 1959 г. в гр. Перник. Завършва английска филология във Великотърновския университет „Св. св. Кирил и Методий“ (1985). Авторка на кратки разкази, публикувани в 32 страни по света, носителка на национални и международни награди, представителка на най-новата българска литература.
През 2015 г. разказът на Здравка Евтимова „Кръв от къртица“ е включен в учебниците по английски език за гимназиалния курс в Дания. От 1 януари 2019 г. същият разказ е включен в антология от препоръчани разкази за обучение по литература в прогимназиите на САЩ
Разказът на Здравка Евтимова Seldom („Рядко“) е включен в антологията Best European Fiction 2015 („Най-добра европейска проза 2015 г.“) на издателство Dalkey Archive Press, САЩ, 2015.
Разказът на писателката „Твоят ред е“ е един от десетте наградени разказа в световния конкурс за къс разказ на тема „Утопия 2005“ в град Нант, Франция. Този разказ е включен в антологията „Утопия 2005 – Десет писатели от цял свят“.
Разказът ѝ „Васил“ е един от десетте разкази, спечелили в конкурса за къс разказ от цял свят на радио Би Би Си, Лондон за 2005 г.
В България Здравка Евтимова е двукратна носителка на наградата за най-добър български разказ за годината „Златен ланец“ на вестник „Труд“ – 2006 г. и 2010 г., носител на наградата „Чудомир“ за хумористичен разказ на в. „Стършел“, на литературната награда за проза „Анна Каменова“, През 2014 г. Здравка Евтимова печели наградата „Балканика 2014“ за най-добра книга от балкански писател със сборника си „Пернишки разкази“
През 2015 г. Здравка Евтимова печели националната награда „Блага Димитрова“ за произведение на морално-етична тема, писано от жена.
През 2016 г. нейната книга „Една и съща река“ печели наградата за роман, публикуван през 2015 г. в България на фонд „13 века България“ – 2015 г. През 2019 г. печели наградата „Запков“ за сборника „Юлски разкази“, най-четената книга в Софийска градска библиотека през 2019 г. в България. През 2019 г. Здравка Евтимова печели наградата „Христо Г. Данов“ за цялостен принос към българската духовност. През октомври 2021 г. зрителите на Българската национална телевизия гласуват за свой любим български автор – Здравка Евтимова.
Здравка Евтимова живее в Перник, България. Омъжена е. Има двама синове, дъщеря и внуци. Говори и пише на английски, френски, немски и руски език.

### Романи
- „Четвъртък“ (Жанет 45, 2003) (ISBN 954-491-135-9)[1]
- „Арката“ (Сиела, 2007) (ISBN 978-954-28-0126-9)[2]
- „В гръб“ (Жанет-45, 2010) (ISBN 978-954-491-622-0)[3]
- „Една и съща река“ (Жанет 45, 2015)
- Зелените очи на вятъра (2018)[4]
- Резерват за хора и вълци (2022)[5]

### Сборници с разкази
- „Разкази срещу тъга“ („Народна младеж“, 1985)
- „Разкази от сол“ („Христо Г. Данов“, Пловдив, 1990)
- „Разкази за приятели“ („Народна младеж“, 1992)
- „Сълза за десет цента“ („Слънце“, 1994)
- „Кръв от къртица“ (Жанет 45, 2005) (ISBN 954-491-221-5)
- „Пернишки разкази“ (Жанет 45, 2013) (ISBN 978-954-491-867-5)[6]
- „Юлски разкази“ (Жанет 45, 2017)
- „Луничави разкази“ (Жанет 45, 2023)

### Преводи
- от поредицата „Малореон“ от Дейвид Едингс
  - Господарят демон на Каранда
  - Кралят на мургите
  - Магьосницата от Даршива
  - Пазителите на запада
  - Пророчицата от Кел

- от поредицата „Белгариада: Кралица на магиите“ от Дейвид Едингс
  - Кралица на магиите
  - Магьоснически гамбит
  - Пророчеството

- Сестрите Блейк: Езерни новини от Барбара Делински
- Кралицата на ангелите: Кралицата на ангелите от Грег Беър
- Нина Райли: Сляпо правосъдие от Пери О’Шонеси
- Терминален експеримент от Робърт Сойер
- Трилогия за Марс: Червеният Марс от Ким Стенли Робинсън